# Амзача (комуна)
Амзача (рум. Amzacea) — комуна у повіті Констанца в Румунії. До складу комуни входять такі села (дані про населення за 2002 рік):
- Амзача (1295 осіб) — адміністративний центр комуни
- Дженерал-Скерішоряну (967 осіб)
- Касіча (432 особи)

Комуна розташована на відстані 190 км на схід від Бухареста, 30 км на південний захід від Констанци.

## Населення
За даними перепису населення 2002 року у комуні проживали 2694 особи.
Національний склад населення комуни:
| Національність   | Кількість осіб | Відсоток |
| ---------------- | -------------- | -------- |
| румуни           | 2346           | 87,1%    |
| турки            | 195            | 7,2%     |
| татари           | 136            | 5,0%     |
| цигани           | 7              | 0,3%     |
| росіяни-липовани | 5              | 0,2%     |
| угорці           | 4              | 0,1%     |
| словаки          | 1              | < 0,1%   |

Рідною мовою назвали:
| Мова      | Кількість осіб | Відсоток |
| --------- | -------------- | -------- |
| румунська | 2353           | 87,3%    |
| турецька  | 194            | 7,2%     |
| татарська | 136            | 5,0%     |
| угорська  | 5              | 0,2%     |
| російська | 5              | 0,2%     |
| словацька | 1              | < 0,1%   |

Склад населення комуни за віросповіданням:
| Релігія        | Кількість осіб | Відсоток |
| -------------- | -------------- | -------- |
| православні    | 2345           | 87,0%    |
| мусульмани     | 330            | 12,2%    |
| римо-католики  | 12             | 0,4%     |
| старообрядці   | 4              | 0,1%     |
| греко-католики | 1              | < 0,1%   |
| бретрени       | 1              | < 0,1%   |
| атеїсти        | 1              | < 0,1%   |